# Transistor uniunión

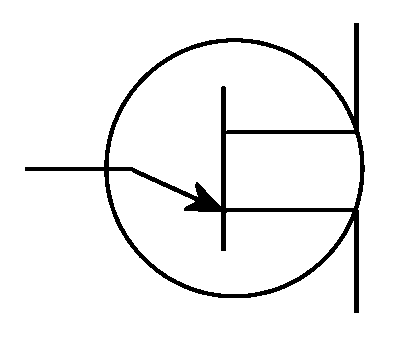
Símbolo del UJT.

El transistor uniunión o transistor unijuntura (UJT del inglés UniJuntion Transistor) es un tipo de transistor constituido por dos zonas semiconductoras y, por lo tanto, una juntura p-n. El nombre del dispositivo surge de esta última característica. Este componente electrónico posee tres terminales denominados emisor ({\displaystyle E}), base uno ({\displaystyle B_{1}}) y base dos ({\displaystyle B_{2}}).
A diferencia de otros transistores, este dispositivo no se utiliza en amplificación lineal, sino que se reserva para aplicaciones de conmutación como interruptor. Más específicamente, se utiliza ampliamente en los circuitos de disparo de los rectificadores controlados por silicio y TRIACs. También, su bajo costo y sus características, han garantizado su uso en una amplia variedad de aplicaciones como osciladores, generadores de impulsos, generadores de onda diente de sierra, control de fase, circuitos de temporización y fuentes reguladas de voltaje o corriente.
Los transistores unijuntura originales se consideran obsoletos, sin embargo, un dispositivo multicapa denominado transistor unijuntura programable (PUT del inglés Programmable Unijuntion Transistor), desarrollado posteriormente, sigue estando ampliamente disponible.

## Construcción
Consiste en un bloque de material semiconductor tipo n ligeramente dopado, en cuyos extremos se sueldan los dos contactos de las bases. En un punto intermedio entre {\displaystyle B_{1}} y {\displaystyle B_{2}} se difunde una región tipo p, conformando la juntura p-n. El tercer terminal llamado emisor ({\displaystyle E}) se conecta al semiconductor tipo p. La región tipo p está fuertemente dopada, lo que le otorga una baja resistividad. En tanto, la región tipo n se encuentra ligeramente dopada, lo cual resulta en una alta resistividad de esta región.
La unión suele estar más cerca de {\displaystyle B_{2}} que de {\displaystyle B_{1}}, por lo que el dispositivo no posee una estructura simétrica. Esto permite proporcionar características eléctricas óptimas para la mayoría de las aplicaciones.
El símbolo del diagrama esquemático para un transistor unijuntura representa el cable emisor con una flecha, que muestra la dirección en que la unión emisor-base permite la conducción de corriente. Un UJT complementario utiliza una base de tipo p y un emisor de tipo n, por lo que el símbolo indicará la dirección opuesta en la flecha del emisor.

## Características
Fijándose en la curva característica del UJT se puede notar que cuando el voltaje {\displaystyle V_{EB1}} sobrepasa un valor {\displaystyle V_{p}} de ruptura, el UJT presenta un fenómeno de modulación de resistencia que, al aumentar la corriente que pasa por el dispositivo, la resistencia de esta baja y por ello, también baja el voltaje en el dispositivo, esta región se llama región de resistencia negativa. Este es un proceso con realimentación positiva, por lo que esta región no es estable, lo que lo hace excelente para conmutar, para circuitos de disparo de tiristores y en osciladores de relajación.

## Operación
El UJT se polariza normalmente según se ve en su curva de polarización. La base {\displaystyle B_{1}} se lleva a una tensión positiva (5V≤VBB≤30V). Por la resistencia {\displaystyle R_{B1B2}} circula entonces una corriente {\displaystyle I_{B2}=I_{e}}:

{\displaystyle I_{B2}=I_{e}={V_{BB} \over R_{BB}}}

El cátodo del diodo emisor se encuentra a una tensión:

{\displaystyle V_{C}={R_{B1} \over {R_{B1}+R_{B2}}}V_{BB}=\eta V_{BB}}

El diodo puede presentar una polarización inversa si {\displaystyle V_{E}} es inferior a {\displaystyle V_{C}} por lo que se presentará una corriente de fuga {\displaystyle I_{EBO}} muy pequeña. Por otro lado si {\displaystyle V_{E}} es superior {\displaystyle V_{C}}, el diodo queda polarizado directamente y por ende circula una corriente {\displaystyle I_{E}} formada por portadores minoritarios que son depositados en {\displaystyle R_{1}}. Esta se anula disminuyendo su valor; por esto la tensión {\displaystyle V_{O}} disminuye también, ahora si bien si {\displaystyle V_{E}} es constante, {\displaystyle I_{E}} debe aumentar, lo que disminuye aún más a {\displaystyle R_{1}}.